# 蔡用錫
蔡用锡（?—?），字云帆，益阳人，

## 生平
嘉慶十八年（1813）癸酉拔貢，諳兵略，屢試不中，以游幕爲生，“當世名卿大夫延至之恐後”。胡林翼曾追隨他學習，他教書“務爲有用之學，不專重文藝，而於兵略、吏治尤所究心”。晚年授石門教諭。